# ヤン・プロフォースト
ヤン・プロフォーストまたはジャン・プロヴォー（Jan Provoost または Jean Provost、1465年ごろ - 1529年1月）はフランドルの画家である。

## 略歴
1477年までブルゴーニュ公領であった、現ベルギーのモンスで、同名の画家ヤン・プロフォーストの息子に生まれた。父に学んだ後、ヴァランシエンヌに移り、画家、シモン・マルミオン（1425年ごろ-1489年）の弟子になった。
1489年にマルミオンが亡くなり、その3年後に、マルミオンの未亡人と結婚した。1489年にブルッヘに移り、1494年にブルッヘの市民権を得て、画家も加入しなければならない、ブルッヘの彫刻家・馬具職人組合のメンバーになった。1519年にブルッヘの組合の組合長になった。
1520年にローマ王の戴冠式への途上のカール5世のブルッヘ入城の式典の装飾を担当した。アントウェルペンにも工房を開き、アントウェルペンではアルブレヒト・デューラーと知り合い、デューラーは1521年にブルッヘのプロフォーストの邸を訪れた。1525年にブルッヘの市役所のために「最後の審判」を描いた。
1529年にブルッヘで没した。

## 作品

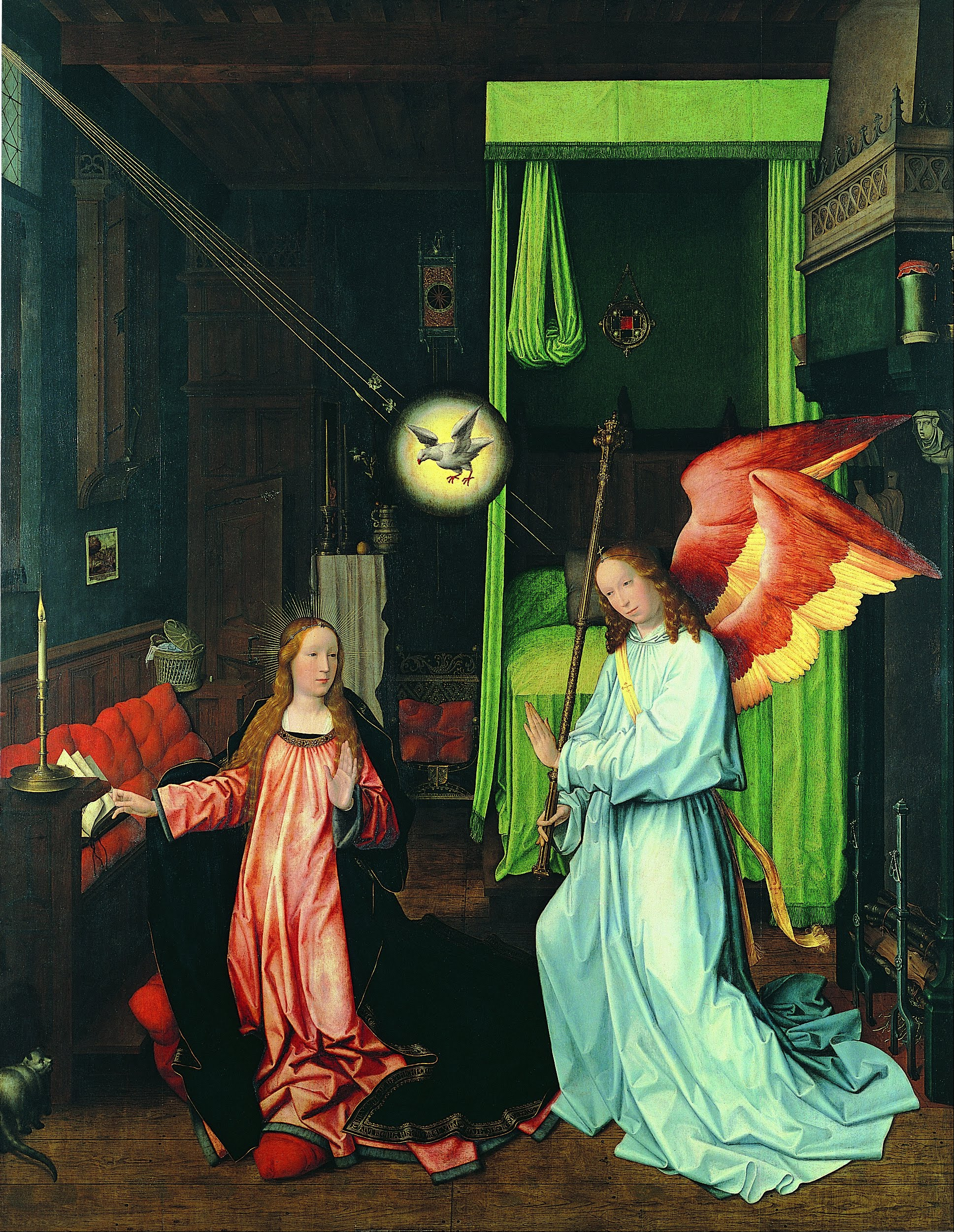
受胎告知
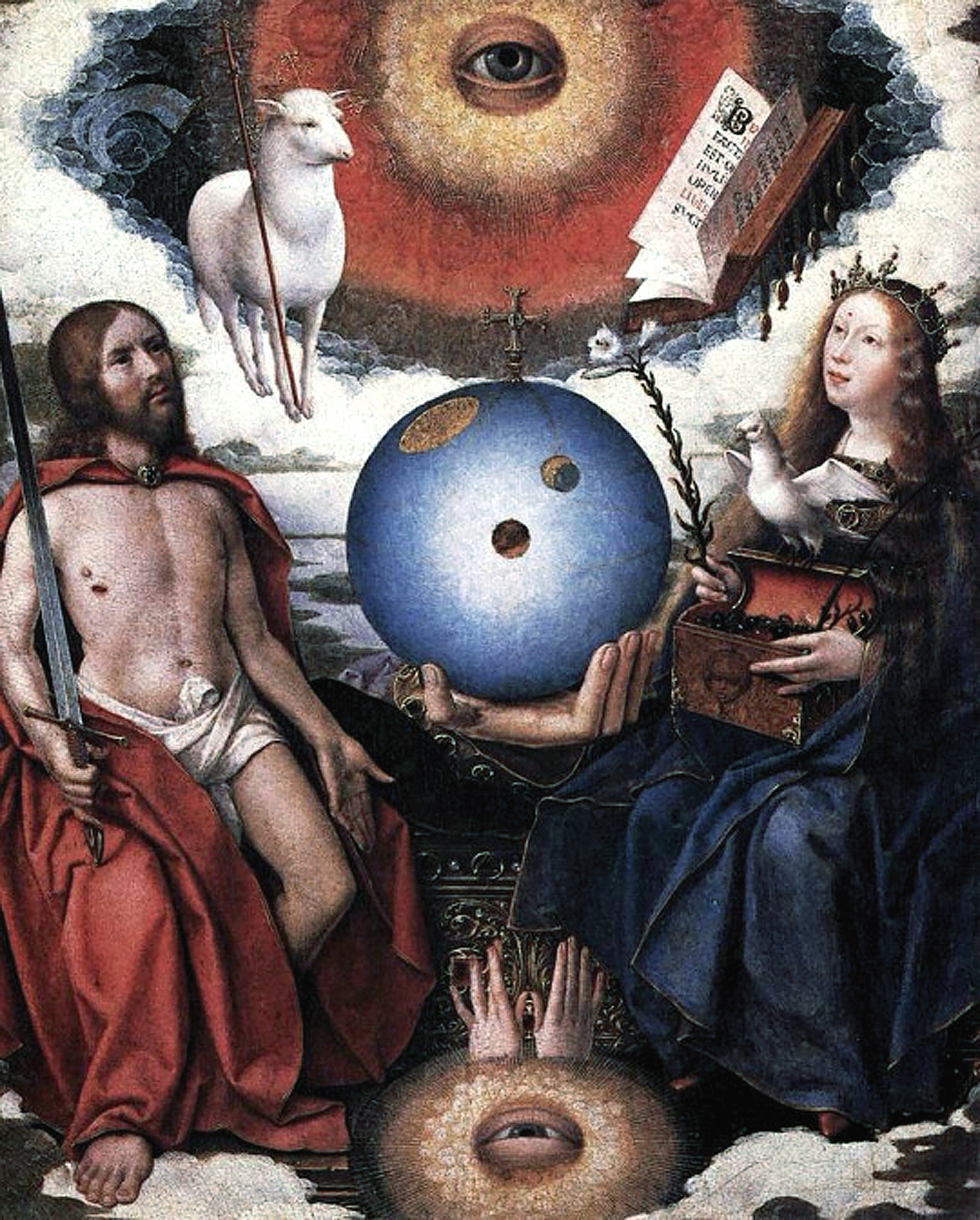
Christian Allegory
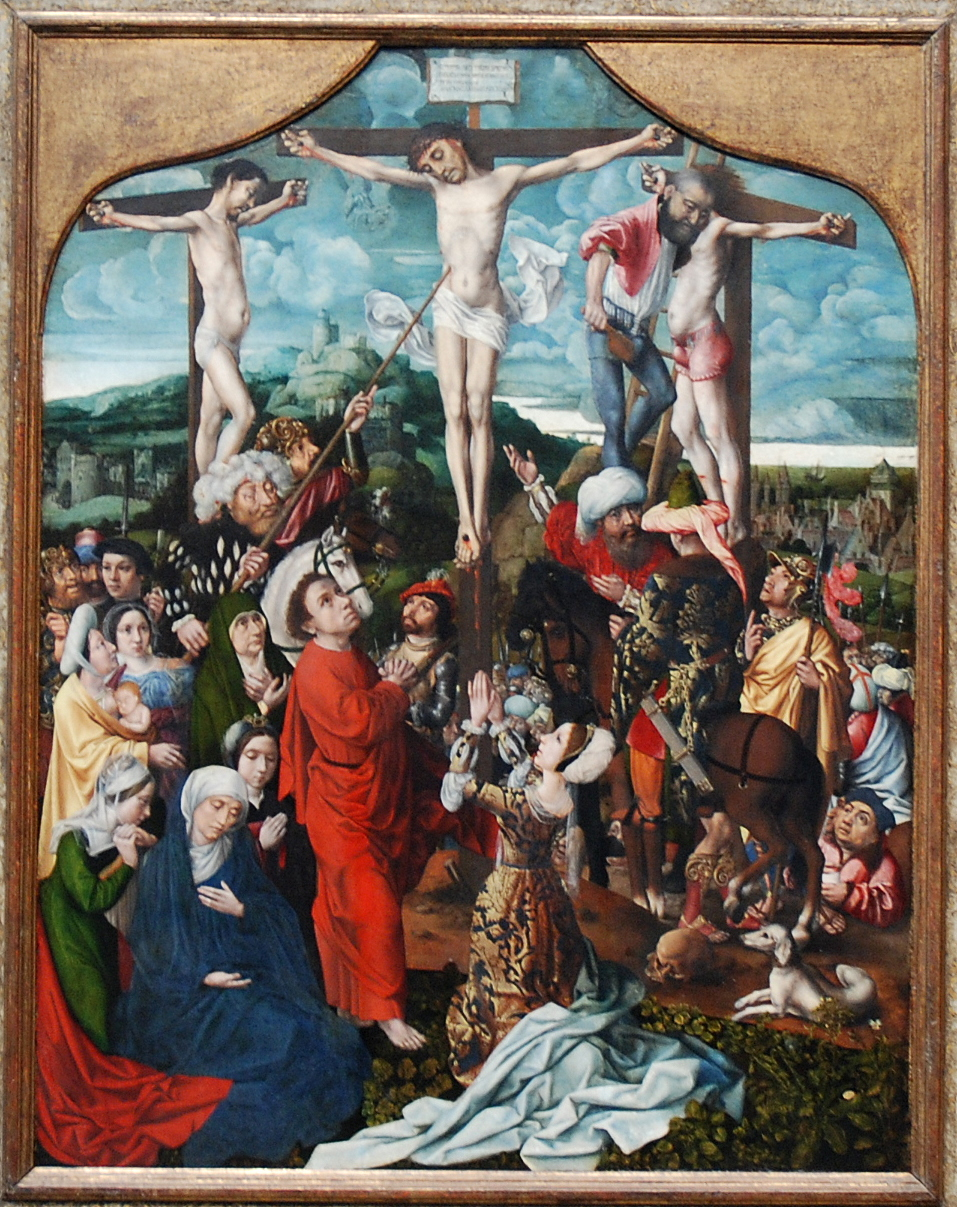
ゴルゴタの丘
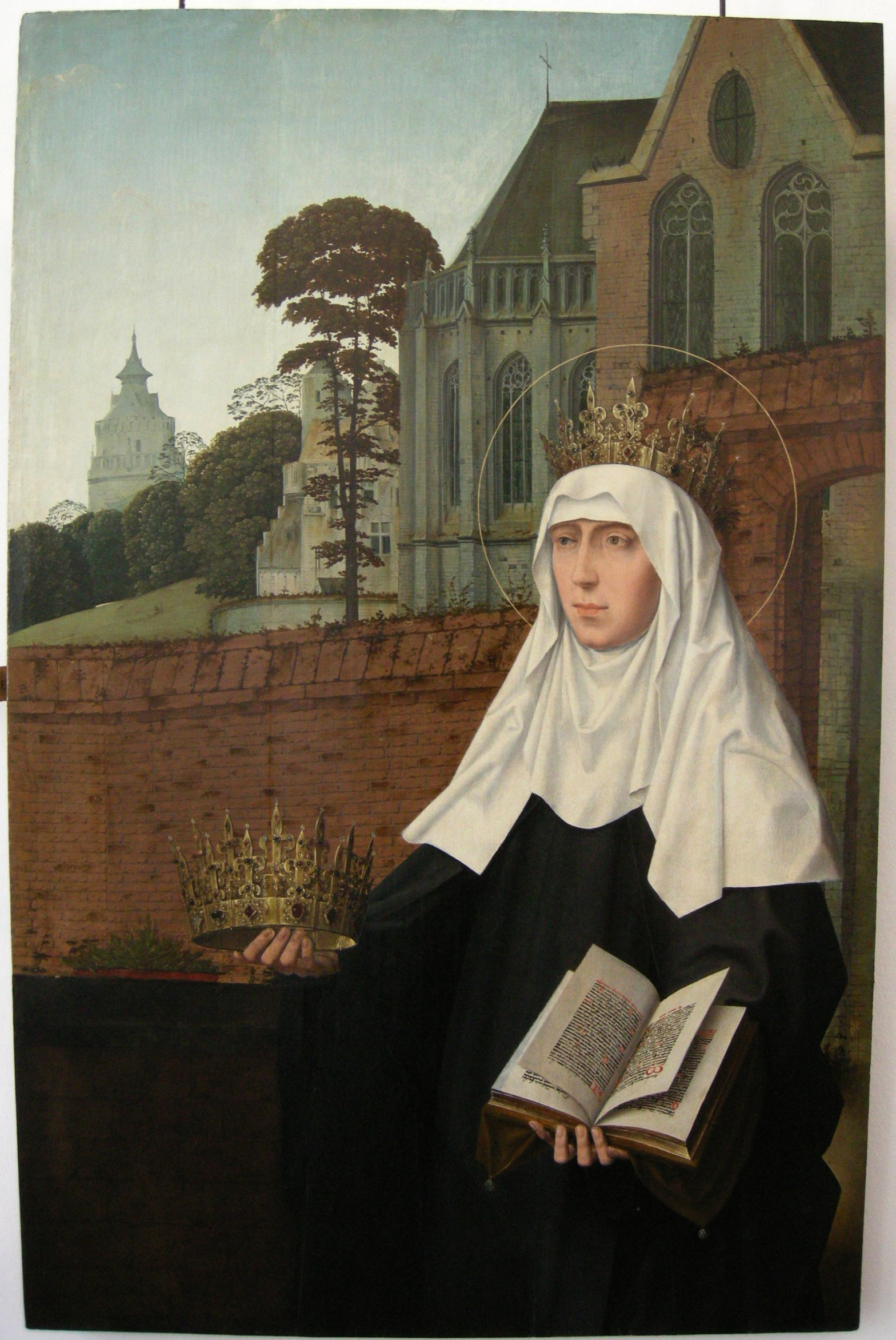
聖エルジェーベト
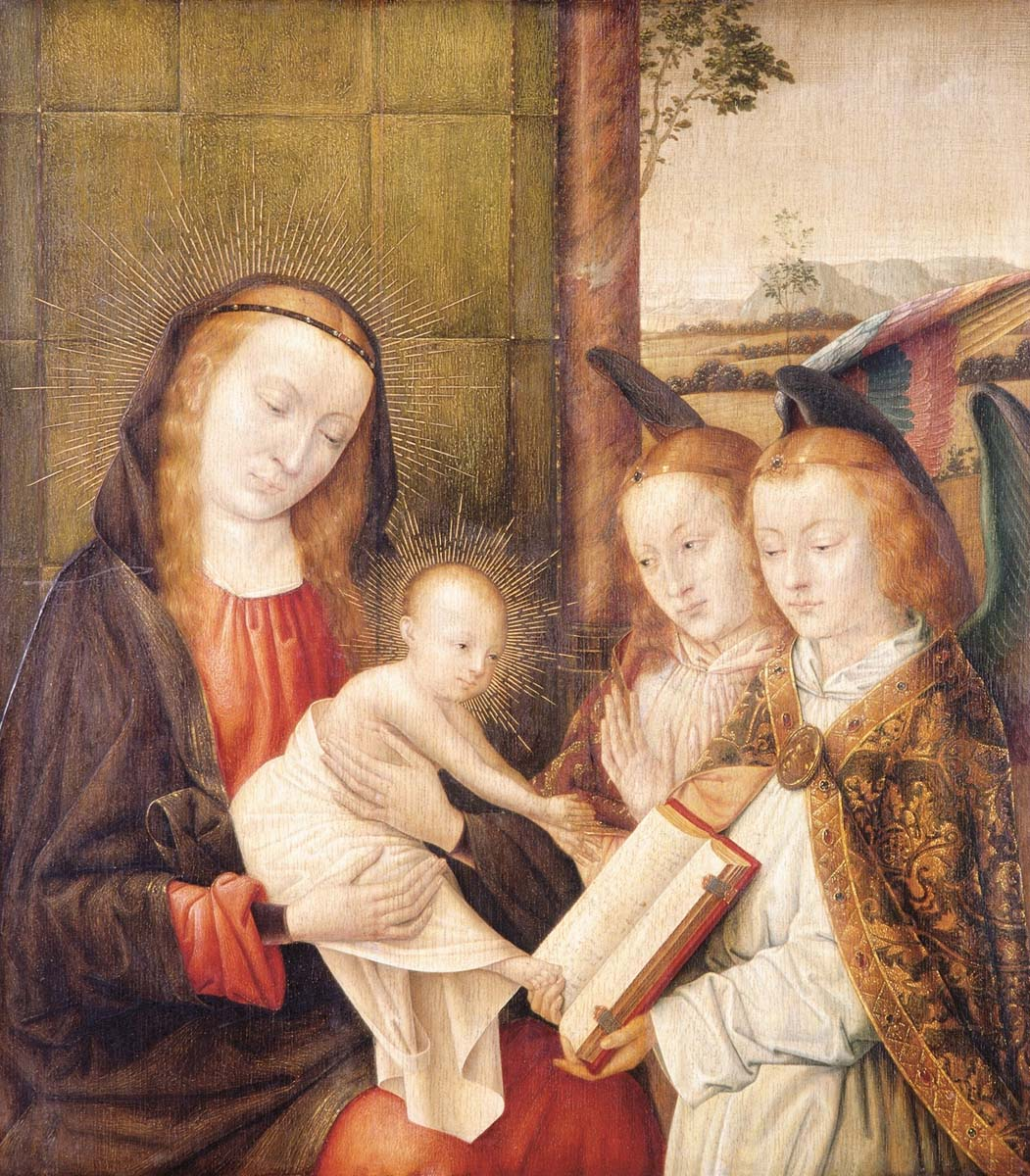
聖母と少年と2人の天使（ブラジル、リオデジャネイロ、エヴァ・クラビンハウス美術館）

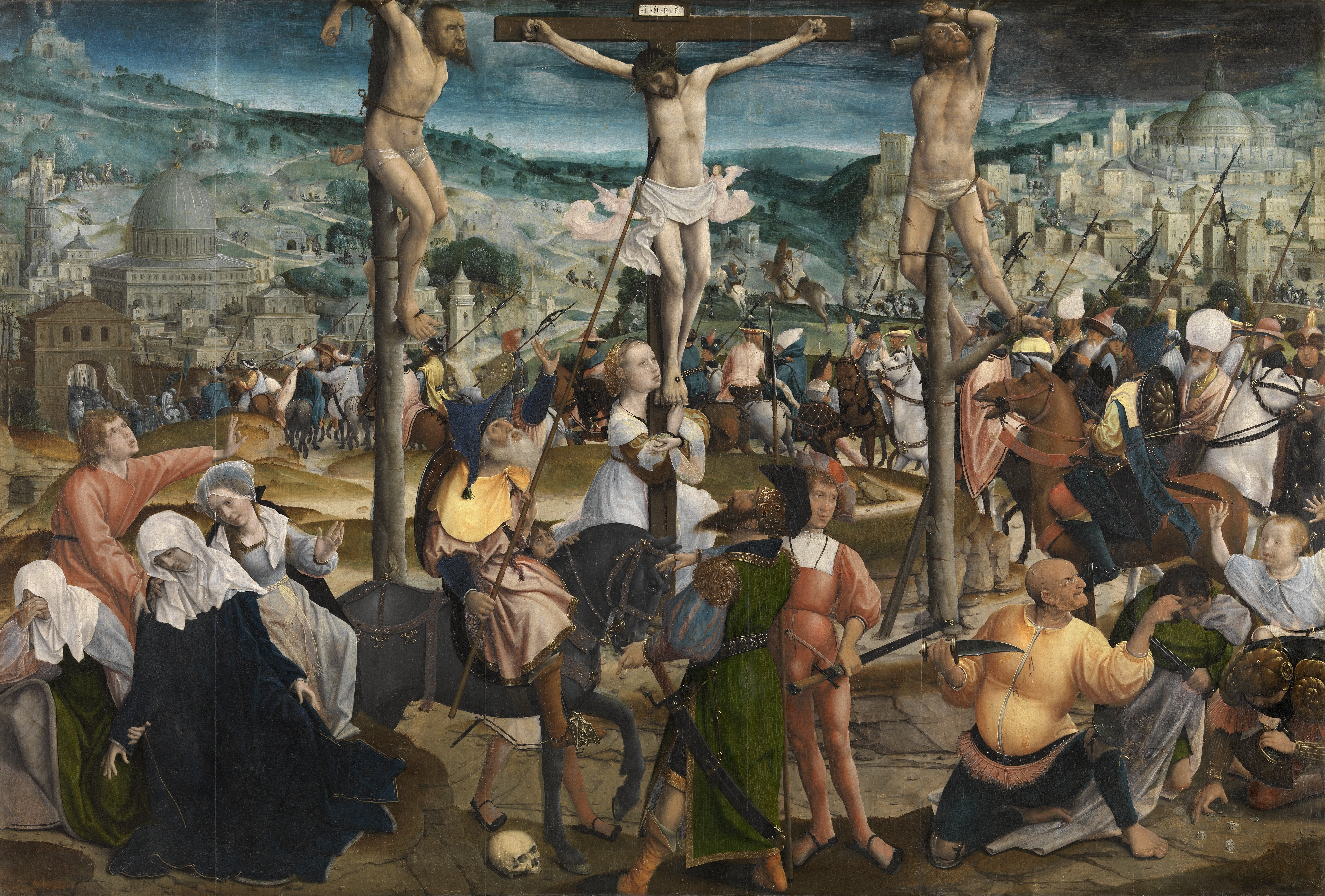
キリストの磔刑
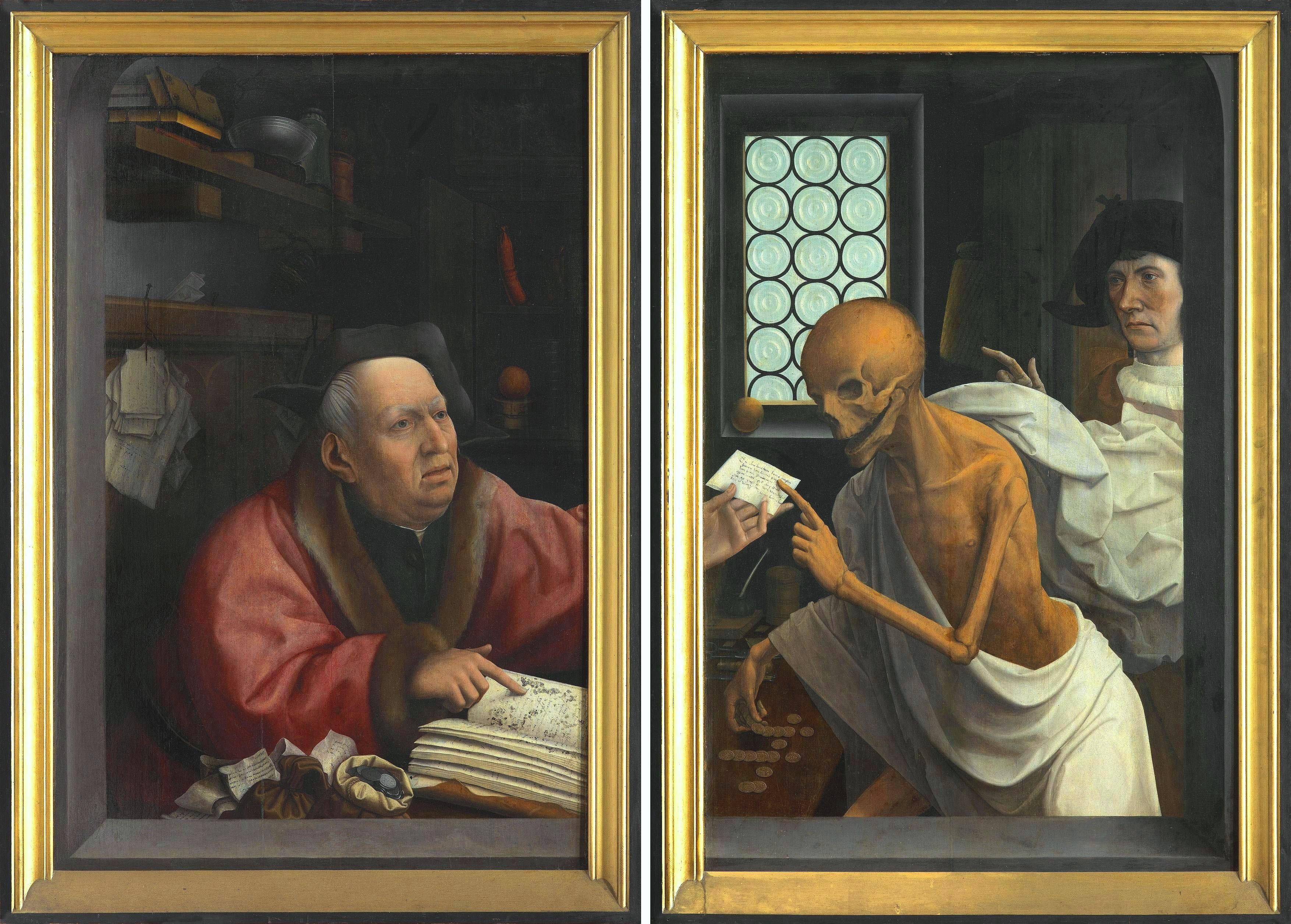
「死と悲惨」三連祭壇画 グルーニング美術館（蔵）
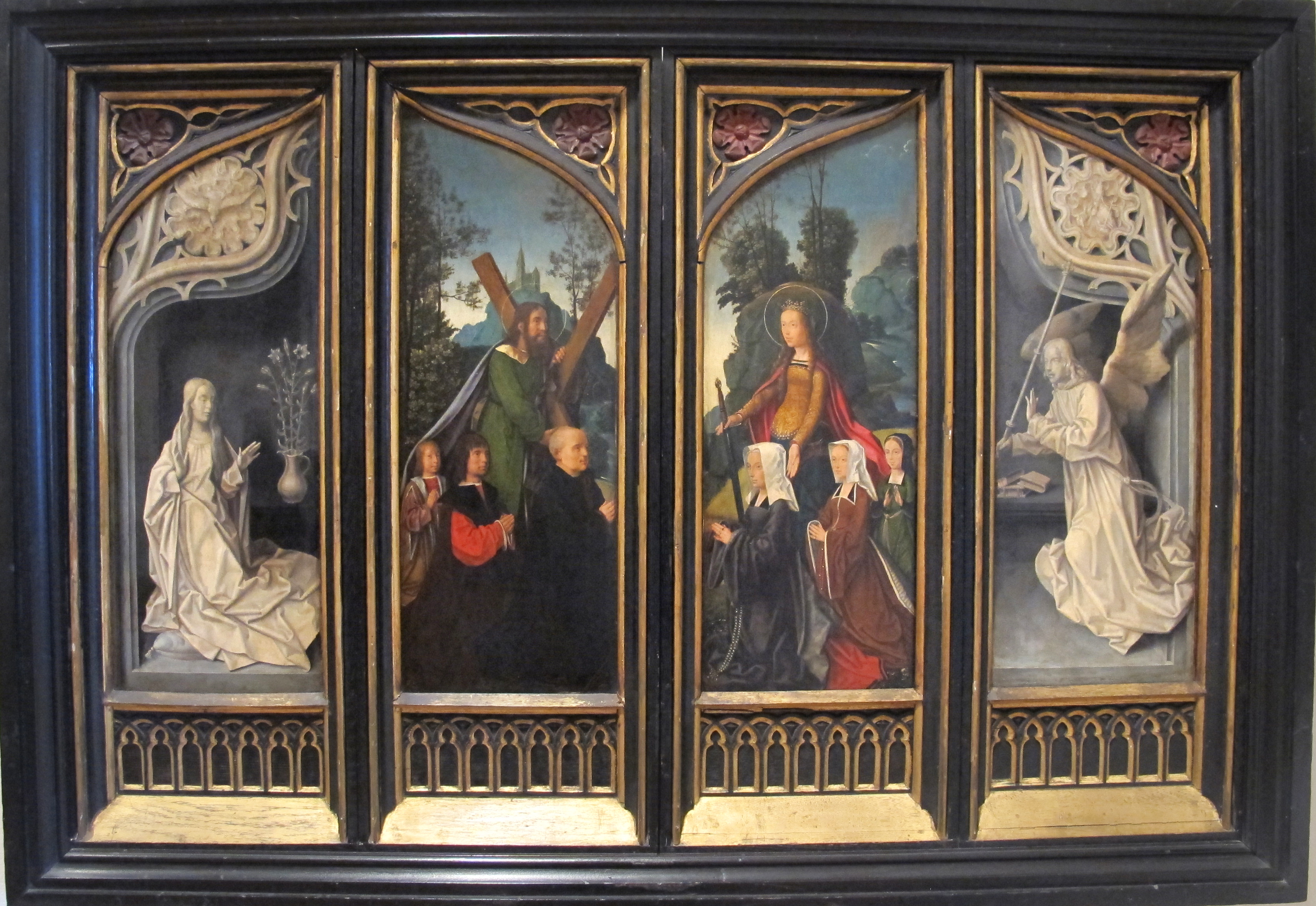